# Koneveț, Iambol
Koneveț (în bulgară Коневец) este un sat în comuna Tundja, regiunea Iambol,  Bulgaria. 

## Demografie
Componența etnică a satului Koneveț
     Romi (2,45%)
     Turci (2,94%)
     Bulgari (92,64%)
     Nicio identificare (1,96%)
La recensământul din 2011, populația satului Koneveț era de 204 locuitori. Din punct de vedere etnic, majoritatea locuitorilor (92,64%) erau bulgari, existând și minorități de turci (2,94%) și romi (2,45%). Pentru 1,96% din locuitori nu este cunoscută apartenența etnică.